# TV動物農場
TV動物農場（ハングル: TV 동물농장）は2001年5月6日から毎週日曜日の午前09:30~10:50にSBS TVに編成されている動物番組。

## 出演者
- シン・ドンヨプ
- ジョイ
- チョン・ソニ（朝鮮語版）[1]
- トニー・アン

### 声優
- 安智煥 (アン・ジファン)

## 編成時間
- 日曜日 09:30 ~ 10:20 (1部)、10:20 ~ 10:50 (2部)[2]
- 2020年6月23日より : 火曜日 20:55 ~ 22:20 （1、2部を編成される）[3]